# 대구 서구의 행정 구역
대구 서구의 행정 구역은 9개의 법정동과 이것을 관리하는 17개의 행정동으로 구성되어 있다. 대구 서구의 면적은 17.48 km2이며, 인구는 2012년 9월 1일을 기준으로 다음과 같다.

## 행정 구역
| \| 행정동 \| 한자 \| 면적 \| 인구 \| 세대 \| \| --------- \| --------- \| ----- \| ------- \| ------ \| \| 내당1동 \| 內唐1洞 \| 0.47 \| 12,295 \| 5,021 \| \| 내당2·3동 \| 內唐2·3洞 \| 0.65 \| 12,798 \| 5,454 \| \| 내당4동 \| 內唐4洞 \| 0.76 \| 19,959 \| 7,693 \| \| 비산1동 \| 飛山1洞 \| 0.64 \| 13,218 \| 5,466 \| \| 비산2·3동 \| 飛山2·3洞 \| 0.49 \| 12,935 \| 5,787 \| \| 비산4동 \| 飛山4洞 \| 0.39 \| 12,359 \| 4,915 \| \| 비산5동 \| 飛山5洞 \| 0.28 \| 8,221 \| 3,644 \| \| 비산6동 \| 飛山6洞 \| 0.27 \| 9,899 \| 4,025 \| \| 비산7동 \| 飛山7洞 \| 2.74 \| 14,660 \| 6,448 \| \| 평리1동 \| 坪里1洞 \| 0.37 \| 9,803 \| 4,091 \| \| 평리2동 \| 坪里2洞 \| 0.23 \| 9,452 \| 3,659 \| \| 평리3동 \| 坪里3洞 \| 0.65 \| 14,836 \| 6,204 \| \| 평리4동 \| 坪里4洞 \| 0.71 \| 19,477 \| 7,878 \| \| 평리5동 \| 坪里5洞 \| 0.61 \| 8,331 \| 3,356 \| \| 평리6동 \| 坪里6洞 \| 0.91 \| 9,965 \| 3,974 \| \| 상중이동 \| 上中里洞 \| 6.69 \| 23,986 \| 8,773 \| \| 원대동 \| 院垈洞 \| 0.62 \| 11,085 \| 4,876 \| \| 서구 \| 西區 \| 17.48 \| 223,279 \| 91,264 \| |           |       |         |        |
| 행정동 | 한자      | 면적  | 인구    | 세대   |
| 내당1동 | 內唐1洞   | 0.47  | 12,295  | 5,021  |
| 내당2·3동 | 內唐2·3洞 | 0.65  | 12,798  | 5,454  |
| 내당4동 | 內唐4洞   | 0.76  | 19,959  | 7,693  |
| 비산1동 | 飛山1洞   | 0.64  | 13,218  | 5,466  |
| 비산2·3동 | 飛山2·3洞 | 0.49  | 12,935  | 5,787  |
| 비산4동 | 飛山4洞   | 0.39  | 12,359  | 4,915  |
| 비산5동 | 飛山5洞   | 0.28  | 8,221   | 3,644  |
| 비산6동 | 飛山6洞   | 0.27  | 9,899   | 4,025  |
| 비산7동 | 飛山7洞   | 2.74  | 14,660  | 6,448  |
| 평리1동 | 坪里1洞   | 0.37  | 9,803   | 4,091  |
| 평리2동 | 坪里2洞   | 0.23  | 9,452   | 3,659  |
| 평리3동 | 坪里3洞   | 0.65  | 14,836  | 6,204  |
| 평리4동 | 坪里4洞   | 0.71  | 19,477  | 7,878  |
| 평리5동 | 坪里5洞   | 0.61  | 8,331   | 3,356  |
| 평리6동 | 坪里6洞   | 0.91  | 9,965   | 3,974  |
| 상중이동 | 上中里洞  | 6.69  | 23,986  | 8,773  |
| 원대동 | 院垈洞    | 0.62  | 11,085  | 4,876  |
| 서구 | 西區      | 17.48 | 223,279 | 91,264 |

## 법정동
| 법정동               | 행정동                                                 |
| -------------------- | ------------------------------------------------------ |
| 내당동(內唐洞)       | 내당1동, 내당2·3동, 내당4동                            |
| 비산동(飛山洞)       | 비산1동, 비산2·3동, 비산4동, 비산5동, 비산6동, 비산7동 |
| 평리동(坪里洞)       | 평리1동, 평리2동, 평리3동, 평리4동, 평리5동, 평리6동   |
| 상리동(上里洞)       | 상중이동                                               |
| 중리동(中里洞)       | 상중이동                                               |
| 이현동(梨峴洞)       | 상중이동                                               |
| 원대동1가(院垈洞1街) | 원대동                                                 |
| 원대동2가(院垈洞2街) | 원대동                                                 |
| 원대동3가(院垈洞3街) | 원대동                                                 |

## 연혁
- 1963년 1월 1일 구제가 실시되어 경상북도 대구시 서구로 승격하였다.[2] (10법정동)

| 법률 제1174호 대구시구설치에관한법률                                                     |                                                                                   |
| 구 행정구역 (법정동)                                                                     | 신 행정구역                                                                       |
| 대구시 성당동·내당동·비산동·평리동·중리동·이현동·상리동·원대동·노곡동·조야동(서부출장소) | 대구시 서구 성당동·내당동·비산동·평리동·중리동·이현동·상리동·원대동·노곡동·조야동 |
- 1963년 12월 1일 원대동을 원대동1가,2가,3가로 분동하였다.[3] (12법정동)

| 시조례 제333호       |                                           |
| 구 행정구역 (법정동) | 신 행정구역                               |
| 대구시 서구 원대동   | 대구시 서구 원대동1가·원대동2가·원대동3가 |
- 1965년 2월 1일 동 행정구역 개편 및 통폐합하였다.[4] (16행정동)

16행정동 - 성당동, 내당1동, 내당2동, 내당3동, 내당4동, 비산1동, 비산2동, 비산3동, 비산4동, 평리동, 상중이동, 원대1·2가동, 원대3가1동, 원대3가2동, 노곡동, 조야동
- 1966년 1월 1일 법정동 원대동3가 분동, 북구 침산동 일부를 서구에 편입하였다.[5] 행정동 원대1·2가동, 원대3가1동, 원대3가2동을 원대1·2·4가동, 원대3가동, 원대5·6가동으로 개편 (15법정동)

| 시조례 제416호        |                                                     |
| 구 행정구역 (법정동)  | 신 행정구역                                         |
| 대구시 서구 원대동3가 | 대구시 서구 원대동3가·원대동4가·원대동5가·원대동6가 |
- 1970년 7월 1일 내당3동을 내당5동으로, 비산1동을 비산5동으로 분동하였다.[6] (18행정동)
- 1975년 10월 1일 원대동4가,5가,6가와 원대동2가 일부, 노곡동, 조야동이 북구로 편입하였고,[7] 행정동 노곡동, 조야동 북구로 이관, 남은 원대동을 원대1·2·3가동으로 개편, 비산1동 일부, 비산3동 일부를 비산6동으로, 평리동을 평리1동, 평리2동으로 분동하였다.[8] (16행정동 10법정동)

| 대통령령 제7816호 구의증설및관할구역변경에관한규정                     |                                                         |
| 구 행정구역 (법정동)                                                   | 신 행정구역                                             |
| 대구시 서구 원대동2가 일부/원대동4가·원대동5가·원대동6가·노곡동·조야동 | 대구시 북구 노원동1가·노원동2가·노원동3가·노곡동·조야동 |
- 1979년 1월 1일 비산5동을 비산7동으로, 평리1동을 평리3동으로 분동하였다.[9] (18행정동)
- 1979년 5월 1일 평리2동을 평리4동으로, 원대1·2·3가동을 원대1·2가동, 원대3가동으로 분동하였다.[10] (20행정동)
- 1981년 7월 1일 대구시, 달성군의 성서읍 일원을 편입하여 대구직할시 서구로 개편되었고, 옛 성서읍 일원에 서구 성서출장소를 설치하였다.[11]
- 1982년 9월 1일 내당1동을 내당6동으로, 평리3동을 평리5동으로 분동하고, 성서출장소에 성서1동,2동 및 본리동을 설치하였다.[12]
- 1983년 3월 15일 성서출장소를 폐지하고 성서3동을 설치하였다.[13]
- 1983년 7월 1일 구청사를 평리동 1230-9번지(현 위치)에 신축하여 이전하였다.[14]
- 1985년 12월 1일 성당동을 성당1동,2동으로, 내당6동을 내당6동,7동으로, 상중이동을 상이동 및 중리동으로 분동하였다.[15]
- 1987년 1월 1일 본리동 일부가 남구에 편입되었다.[16]

| 대통령령 제12007호 시·군·구·읍·면의관할구역변경및면의명칭변경에관한규정 |             |
| 구 행정구역 (법정동)                                                    | 신 행정구역 |
| 서구 본리동 일부                                                        | 남구 본동   |
- 1988년 1월 1일 아래 도표와 같이 서구의 일부를 관할로 하여 달서구가 신설되었고,[17] 내당7동을 내당4동으로 개칭하였다.

| 대통령령 제12367호 서울특별시송파구등13개구설치와구의관할구역변경에관한규정                               | |
| 구 행정구역 (법정동)                                                                                      | 신 행정구역                                                                                            |
| 서구 성당동·장동·장기동·용산동·감삼동·죽전동·이곡동·파산동·호림동·파호동·갈산동·신당동·본리동·내당동 일부 | 달서구 성당동·장동·장기동·용산동·감삼동·죽전동·이곡동·파산동·호림동·파호동·갈산동·신당동·본리동·두류동 |
| 서구 내당동·비산동·평리동·상리동·중리동·이현동·원대동1가·원대동2가·원대동3가                              | → (종전과 동일)                                                                                        |
- 1988년 5월 1일 자치구로 승격되었다.[18]
- 1991년 4월 15일 대구직할시 서구의회가 개원하였다.[19]
- 1992년 9월 1일 평리5동을 평리6동으로 분동하였다.[20]
- 1995년 1월 1일 대구광역시 서구로 개편되었다.[21]
- 1997년 1월 1일 내당2동 및 내당3동을 내당2·3동으로, 비산2동 및 비산3동을 비산2·3동으로, 원대1·2가동 및 원대3가동을 원대동으로 통합하였다.[22]
- 1998년 9월 25일 상이동 및 중리동을 상중이동으로 통합하였다.[23]